# Rajd München-Wienna-Budapest 1973
Rajd München-Wien-Budapest 1973 (10. Rally München-Wien-Budapest) – 10. edycja rajdu samochodowego Rajd München-Wien-Budapest rozgrywanego w RFN. Rozgrywany był od 28 do 29 września 1973 roku. Była to dziewiętnasta runda Rajdowych Mistrzostw Europy w roku 1973.

## Klasyfikacja rajdu
| Miejsce                | Kierowca               | Pilot                  | Samochód               | Czas                   | Strata                 |                        |
| Klasyfikacja generalna | Klasyfikacja generalna | Klasyfikacja generalna | Klasyfikacja generalna | Klasyfikacja generalna | Klasyfikacja generalna | Klasyfikacja generalna |
| ---------------------- | ---------------------- | ---------------------- | ---------------------- | ---------------------- | ---------------------- | ---------------------- |
| 1.                     | Walter Röhrl           | Jochen Berger          | Opel Ascona 1.9 SR     | 58:07                  | 0.0                    |                        |
| 2.                     | Horst Rack             | Helmut Köhler          | Porsche 911 S          | 1:00:42                | +2:35                  |                        |
| 3.                     | Attila Ferjáncz        | Jenő Zsembery          | Renault 12 Gordini     | 1:00:52                | +2:45                  |                        |
| 4.                     | Zöckl Walter           | Gunther Böhs           | BMW 2002 Ti            | 1:02:47                | +4:40                  |                        |
| 5.                     | Jürgen Kaufhold        | Reto Schucan           | Opel Ascona 1.6 SR     | 1:08:16                | +10:09                 |                        |
| 6.                     | John Peter Bittner     | Erich Polak            | Mazda RX-2             | 1:08:52                | +10:45                 |                        |
| 7.                     | Holger Bohne           | Günter Jarecki         | Opel Commodore GS/E    |                        |                        |                        |
| 8.                     | Erhard Memmel          | Hans Eberl             | Opel Ascona 1.9 SR     |                        |                        |                        |
| 9.                     | Horst Fessl            | Bruno Micheli          | Fiat 124               | 1:09:41                | +11:34                 |                        |
| 10.                    | Horst Hohlheimer       | Rudolf Huber           | Fiat 128 Sport Coupé   | 1:09:43                | +11:36                 |                        |
| Klasyfikacja ERC       |                        |                        |                        |                        |                        |                        |
| 1.                     | Walter Röhrl           | Jochen Berger          | Opel Ascona 1.9 SR     | 58:07                  | 0.0                    |                        |
| 2.                     | Horst Rack             | Helmut Köhler          | Porsche 911 S          | 1:00:42                | +2:35                  |                        |
| 3.                     | Attila Ferjáncz        | Jenő Zsembery          | Renault 12 Gordini     | 1:00:52                | +2:45                  |                        |
| 4.                     | Zöckl Walter           | Gunther Böhs           | BMW 2002 Ti            | 1:02:47                | +4:40                  |                        |
| 5.                     | Jürgen Kaufhold        | Reto Schucan           | Opel Ascona 1.6 SR     | 1:08:16                | +10:09                 |                        |
| 6.                     | John Peter Bittner     | Erich Polak            | Mazda RX-2             | 1:08:52                | +10:45                 |                        |
| 7.                     | Holger Bohne           | Günter Jarecki         | Opel Commodore GS/E    |                        |                        |                        |
| 8.                     | Erhard Memmel          | Hans Eberl             | Opel Ascona 1.9 SR     |                        |                        |                        |
| 9.                     | Horst Fessl            | Bruno Micheli          | Fiat 124               | 1:09:41                | +11:34                 |                        |